# Scopula rivularia
Scopula rivularia là một loài bướm đêm trong họ Geometridae.